# Брітта Гайдеманн
Брі́тта Га́йдеманн (нім. Britta Heidemann; нар. 22 грудня 1982 року, Кельн, ФРН) — німецька фехтувальниця (шпага), олімпійська чемпіонка Пекіна в особистій першості, срібна призерка Олімпійських ігор в Афінах у командній першості, чемпіонка світу 2007 року і чемпіонка Європи 2009 року у особистих першостях.
Крім німецької, знає китайську, англійську, французьку та трішки іспанську мови.

## Юність
Мати Брітти — лікарка, батько — вчитель. В юності Брітта займалася п'ятиборством: мала непогані результати у плаванні, легкій атлетиці та фехтуванні, але пізніше вирішила професійно займатися саме фехтуванням, яке на її погляд є більш інтелектуальним видом спорту.
1993 — чемпіонка Кельну серед студентів у стрибках у висоту та бігу на 800 метрів.
1994 — чемпіонка Західної Німеччини серед студентів у плаванні.
1995 — перше знайомство з фехтуванням на пробному курсі.
З 1995 року займалася багатоборством та фехтуванням на рапірі.
З 1997 року спеціалізується на шпазі, до 2000 року бере участь у змаганнях з п'ятиборства.
З кінця 2000 року спеціалізується у фехтуванні на шпазі.
Хобі — мови, подорожі, читання та гра на органі. 

## Брітта та Китай
В 11-му класі Брітта поїхала на півроку до Китаю на практику, де жила в китайській сім'ї та вивчала китайську мову. Після повернення вона пішла в спеціальну китайську школу для досконалішого вивчення китайської мови. Пізніше Гайдеманн поступила до університету. Тема її дипломної роботи — «Політична економіка Китаю».
Після перемоги на чемпіонаті світу в Санкт-Петербурзі на прес-конференції Брітта змогла застосувати свої знання китайської мови: Лі На, срібна призерка чемпіонату, вміла спілкуватися лише китайською і за відсутності перекладача Гайдеманн перекладала запитання-відповіді з англійської і французької на китайську та навпаки.

## Професійна кар'єра
Вперше Брітта досягла успіху на чемпіонаті світу 2002 року, що проходив у Лісабоні. Тоді 19-річна шпажистка здобула бронзову нагороду і звернула на себе увагу спеціалістів. Але протягом наступних чотирьох років наблизитися до п'єдесталу Гайдеманн не змогла. На чемпіонаті світу у Гавані в 2003 році вона посіла лише 17 місце, через рік на Олімпійських іграх в Афінах була десятою, а на чемпіонатах світу 2005 року в Лейпцизі і 2006-го у Турині посіла відповідно 11 та 22 місця. Хоча в командних змаганнях Брітта неодноразово ставала призеркою у складі німецької збірної на чемпіонатах світу, а також на Олімпійських іграх 2004 року, де німкені поступилися у фіналі росіянкам.
На чемпіонаті світу у Санкт-Петербурзі в 2007 році Гайдеманн вперше стає чемпіонкою. Ця перемога стала дуже важливою у психологічному плані — цей чемпіонат світу був останнім перед Олімпійськими іграми у Пекіні, на яких розігрувалися медалі лише в індивідуальному заліку. У фіналі вона перемагає свою подругу з китайської збірної Лі На — 14:10.
Олімпійські ігри 2008 року проходили у Пекіні, який Брітта вважає другим домом. У півфіналі турніру Брітта знову зустрілася з Лі На, яку підтримували численні китайські вболівальники, але перемога все одно була за Гайдеманн — 15:13. У фіналі на Брітту, перший номер у рейтингу шпажисток, чекала румунка Ана Бринзе, на той момент другий номер рейтингу. Гайдеманн перемогла (15:11) і стала першою німецькою фехтувальницею, що виграла Олімпійські ігри, починаючи з 1988 року, коли олімпійською чемпіонкою стала рапіристка Аня Фіхтель. Гайдеманн виграла фінальну дуель відразу після перемоги іншого німецького фехтувальника, рапіриста Бенджаміна Кляйбрінка.

## Кубок світу

### Особиста першість
Перемоги на етапах Кубку світу: Сідней (2002), Люксембург (2003), Велькенраедт (2004), Санкт-Петербург (2007), Рим (2008), Нанкін (2008).

### Командна першість
Перемоги на етапах Кубку світу: Сідней (2001, 2002), Гавана (2003), Будапешт (2004), Таубербішофсхайм (2005), Будапешт (2008).

## Фотосесія у Playboy
Напередодні афінських Олімпійських ігор Гайдеманн знялася оголеною для німецької версії чоловічого журналу «Playboy» з двома іншими учасницями Ігор: хокеїсткою Фанні Рінне та волейболісткою Кеті Радцувайт. Еротична фотосесія була присвячена майбутнім Олімпійським іграм. Гайдеманн стала першою фехтувальницею, яка наважилась на таку фотосесію. Ця слава на кілька років випередила її спортивну славу.
«Мені тоді був 21 рік, і пропозиція здалася цікавою. Але зараз подібні фотографії я вже переросла» Брітта Гайдеманн, 2007 рік.

## Інтернет джерела
- Профіль на сайті www.nahouw.net
- Офіційний сайт. [Архівовано 5 грудня 2019 у Wayback Machine.]
- Інтерв'ю з Бріттою Гайдеманн на сайті www.lobnya.ru. [Архівовано 31 березня 2009 у Wayback Machine.]
- Фехтовальщица-китаевед. [Архівовано 7 жовтня 2008 у Wayback Machine.]
- Інтерв'ю з Бріттою Гайдеманн на сайті www.fencingfuture.org. [Архівовано 28 лютого 2018 у Wayback Machine.]